# John Sutherland (Sänger)
John Steven Sutherland (* 11. März 1983 in Cleveland) ist ein ehemaliger US-amerikanischer Sänger, der als Mitglied der Boygroup B3 bekannt wurde.

## Leben
John Sutherland wurde als eines von vier Kindern von Pam und David Sutherland geboren. Er hat eine Schwester namens Kristen und zwei Brüder namens Scott und Danny. Seine Kindheit und Jugend verbrachte er in Dublin, einem Vorort von Columbus (Ohio). Mit 17 Jahren zog er auf Anraten seiner Agentin nach Manhattan.
2001 wurde die Boygroup B3 gegründet. Sie hatte im deutschsprachigen Raum große Erfolge. Die Gruppe bestand neben Sutherland aus Timothy Cruz und Rod Michael, der später durch Blair Late ersetzt wurde. Im Jahr 2004 löste sich die Band auf.
Sutherland arbeitete nach der Trennung von B3 neben seinen Soloaktivitäten auch als Schauspieler. So trat er unter anderem in den Serien Law & Order (2001) und Law & Order: New York (2006) auf und spielte in dem Film Band on the Run mit, der jedoch nicht veröffentlicht wurde.
Im Jahr 2005 startete Sutherland eine Solokarriere. Der erste Song nach seiner B3-Karriere war One True Heart, ein Duett mit der Sängerin Sophie B. Hawkins. Das Lied wurde im Rahmen des Soundtracks zum Zeichentrickfilm Nussknacker und Mausekönig veröffentlicht. Zwei Singles folgten im Jahr 2005: My Love is Crazy und Keep Talking. Das erste Lied erreichte Platz 67, das zweite Platz 100 der deutschen Charts. 2006 folgten das Album Don’t Look Back und die Single Rocket Man, die es auf Platz 69 der Charts brachte. Rocket Man wurde bei der Werbung für die Wok-WM 2006, die Stefan Raab ausrichtete, verwendet. Das Album konnte sich nicht in den Charts platzieren.
Eine Reuniontour von B3 war für den Sommer 2009 geplant, fand aber nicht statt.
2006 beendete Sutherland offiziell seine Karriere und zog sich ins Privatleben zurück. Heute arbeitet er im Vertrieb eines New Yorker Hotels.

## Diskografie

### Alben
- 2006: Don’t Look Back

### Singles
| Jahr | Titel Album                      | Höchstplatzierung, Gesamtwochen, AuszeichnungChartplatzierungen (Jahr, Titel, Album, Platzierungen, Wochen, Auszeichnungen, Anmerkungen) | Höchstplatzierung, Gesamtwochen, AuszeichnungChartplatzierungen (Jahr, Titel, Album, Platzierungen, Wochen, Auszeichnungen, Anmerkungen) | Höchstplatzierung, Gesamtwochen, AuszeichnungChartplatzierungen (Jahr, Titel, Album, Platzierungen, Wochen, Auszeichnungen, Anmerkungen) | Anmerkungen                              |
| Jahr | Titel Album                      | DE | AT | CH | Anmerkungen                              |
| ---- | -------------------------------- | --- | --- | --- | ---------------------------------------- |
| 2005 | My Love is Crazy Don’t Look Back | DE67 (5 Wo.)DE | — | — | Erstveröffentlichung: 9. Mai 2005        |
| 2005 | Keep Talking Don’t Look Back     | DE100 (1 Wo.)DE | — | — | Erstveröffentlichung: 12. September 2005 |
| 2006 | Rocket Man Don’t Look Back       | DE69 (1 Wo.)DE | — | — | Erstveröffentlichung: 10. März 2006      |

## Filmografie
- 2001: Law & Order (Staffel 12, Folge (8): Erde und Feuer/The fire this time) als Clark Mohr
- 2006: Law & Order: New York (Staffel 7, Folge (22): Beeinflusst) als Danny Morrison